# 임설

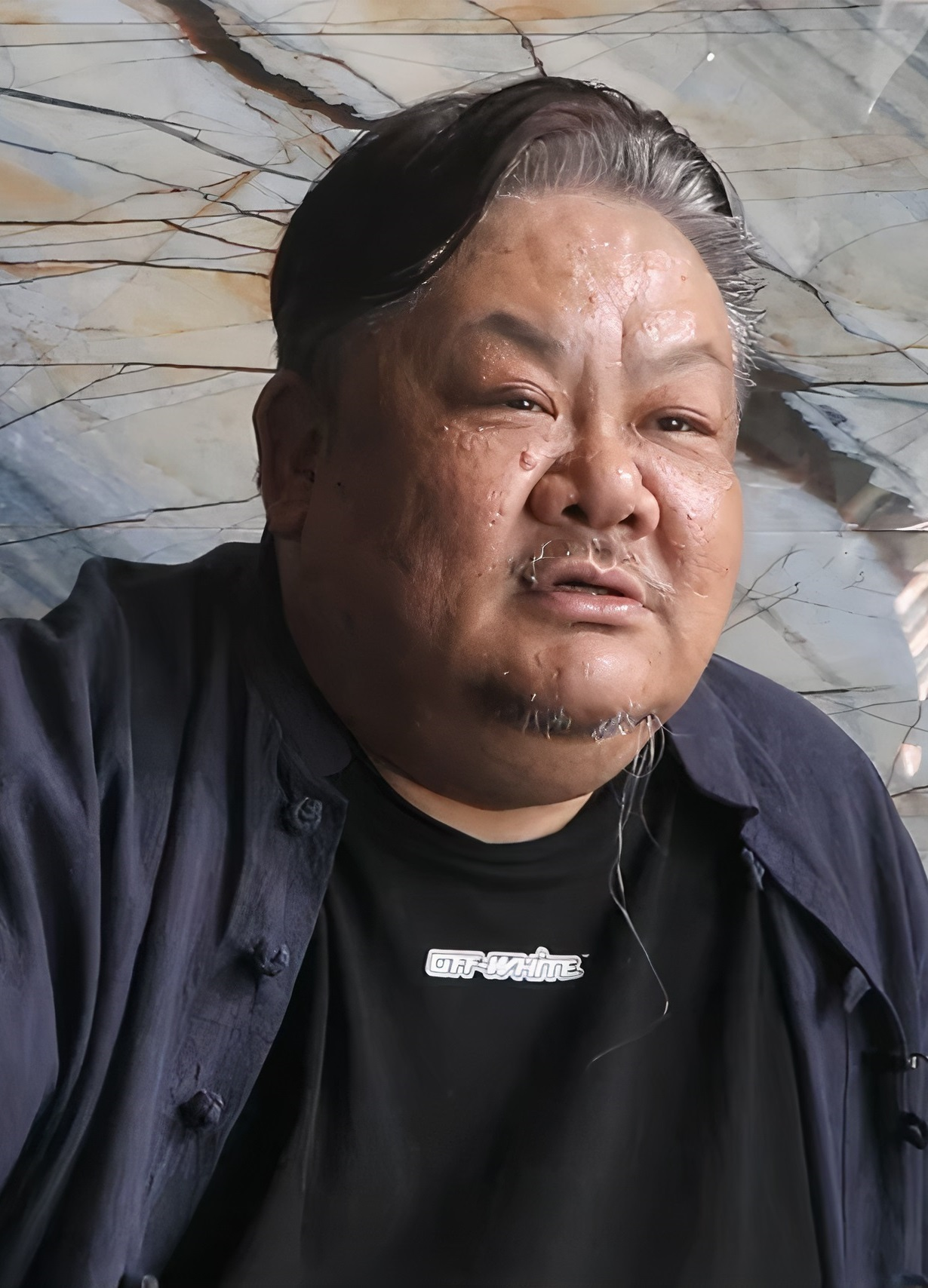

임설(Lam Suet, 1964년 7월 8일 ~ )은 중화인민공화국의 가수, 배우, 텔레비전 배우이다.
톈진시에서 태어났다.

## 영화
- 화이트 스톰 3 (2023년) - 빅 브라더 역
- 살출개황혼 (2021년)
- 진삼국무쌍 (2021년) - 동탁 역
- 루키스 (2019년)
- 대사건 (2004년) - 아엽 역
- 신찰사매 2 : 미려임무 (2003년)
- 백년호합 (2003년)
- 턴 레프트, 턴 라이트 (2003년)
- 연상니적상 (2003년)
- PTU (2003년)
- 야랑 (2002년)
- 괴수학원 (2002년)
- 정미개반월 (2002년)
- 천정선생 (2002년)